# آن-ماری داوید
آن-ماری داوید (به فرانسوی: Anne-Marie David) (زادهٔ ۲۳ مهٔ ۱۹۵۲) خوانندهٔ فرانسوی است.

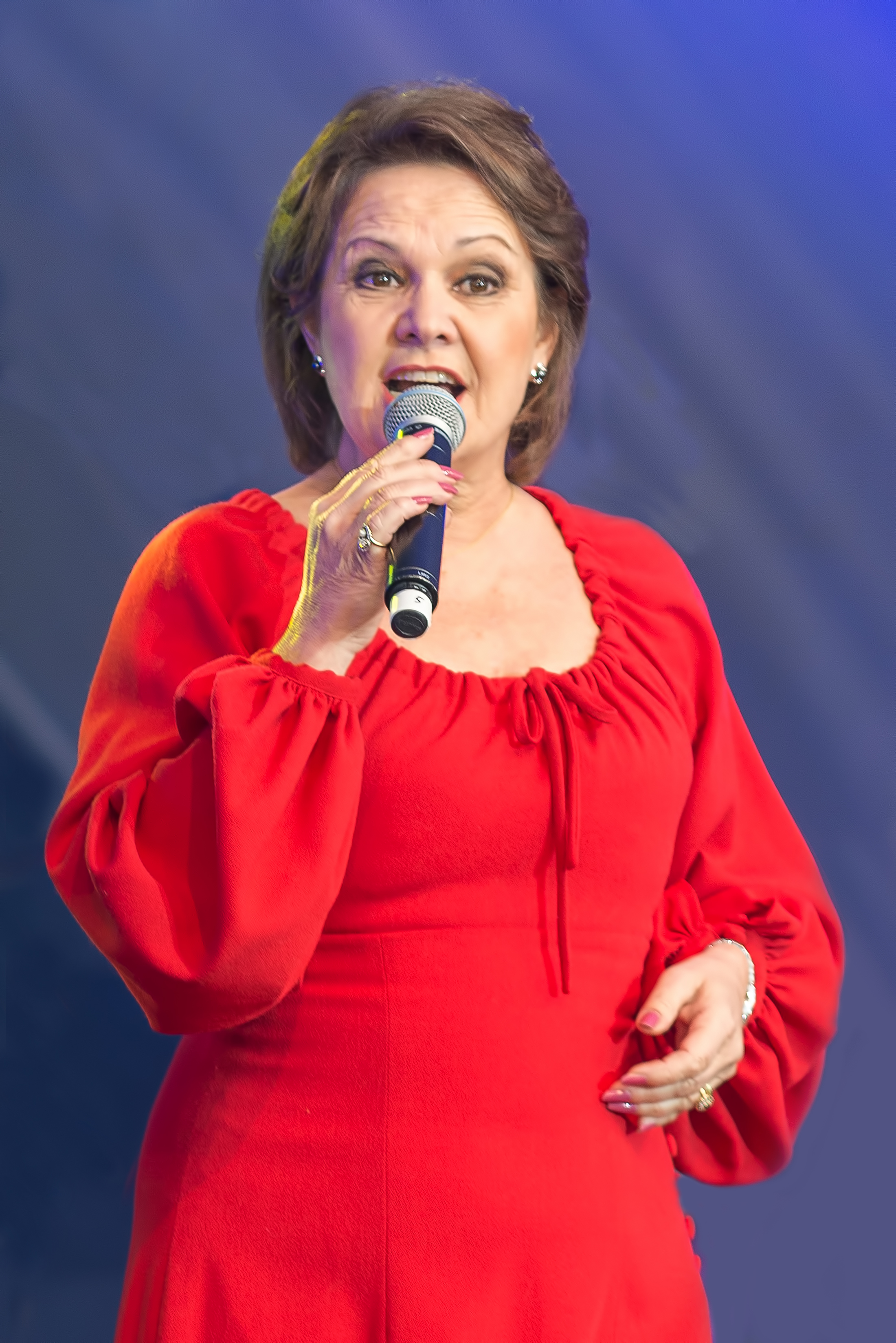
آن-ماری داوید، ۲۰۱۵

او در سال ۱۹۷۳ برندهٔ مسابقهٔ یوروویژن شد.

## حرفه
داوید متولد و بزرگ‌شدهٔ آرل است. او کار خود را در ۱۸ سالگی در پاریس، زمانی آغاز کرد که با موسیقی تئاتر درگیر بود. در سال ۱۹۷۲، او در نقش بازیگر مریم مجدلیه در فیلم عیسی مسیح، محصول فرانسه، یک ابرستاره بود. همچنین، در سال ۱۹۷۲ آهنگ "سازمان ملل متحد romantique PEU" او برندهٔ مسابقهٔ آواز یوروویژن اجرا شد. این قطعه در فهرست ده آهنگ برتر جای گرفت.